# 拉季斯涅 (波克羅夫西克區)
47°50′14″N 36°11′59″E / 47.83722°N 36.19972°E
拉季斯涅（烏克蘭語：Радісне），是烏克蘭的村落，位於該國中部第聶伯羅彼得羅夫斯克州，由波克羅夫西克區負責管轄，距離涅恰伊夫卡1.5公里，始建於1932年，面積0.07平方公里，海拔高度88米，2001年人口164。